# AlternativeTo
AlternativeTo est un site web qui répertorie les alternatives aux application web, aux logiciels de bureau et aux applications mobiles, et qui les classe selon divers critères, notamment le nombre d'utilisateurs enregistrés qui ont cliqué sur le bouton "J'aime" pour chacune d'entre elles sur AlternativeTo.
Les utilisateurs peuvent effectuer des recherches sur le site pour trouver de meilleures alternatives à une application qu'ils utilisent ou ont utilisé, y compris des alternatives gratuites telles qu'une application web gratuite ( cloud computing ) qui ne nécessite aucune installation et à laquelle on peut accéder depuis n'importe quel navigateur.

## Différences par rapport aux autres sites d'annuaires de logiciels
Contrairement à un certain nombre d'autres sites d'annuaires de logiciels, les logiciels ne sont pas classés par catégories, mais chaque logiciel individuel possède sa propre liste d'alternatives, ce qui permet une approche plus personnalisée de la liste. Toutefois, les utilisateurs peuvent également effectuer une recherche par balise pour trouver un logiciel. Les utilisateurs peuvent également affiner leur recherche en se concentrant sur des plates-formes et des types de licence particuliers (tels que "gratuit pour une utilisation non commerciale"),.
AlternativeTo répertorie les informations de base telles que la plate-forme et le type de licence en haut de chaque entrée, mais ne dispose pas de tableaux comparatifs présentant les caractéristiques des logiciels côte à côte.
AlternativeTo permet à quiconque de s'inscrire et de suggérer de nouvelles alternatives, ou de mettre à jour les informations détenues sur les entrées existantes. Les suggestions et les modifications sont examinées avant d'être rendues publiques. L'inscription peut se faire via Facebook Connect ou OpenID, qui rendent inutile la création d'un nouveau mot de passe pour le site.
Comme AlternativeTo est elle-même une application web, elle a même une page pour les alternatives à elle-même.